# Xenograpsus testudinatus
Xenograpsus testudinatus is een krabbensoort uit de familie van de Xenograpsidae. De wetenschappelijke naam van de soort is voor het eerst geldig gepubliceerd in 2000 door N. K. Ng, Huang & Ho.